# یوهان نوئل دراگن‌دورف
یوهان نوئل دراگن‌دورف (آلمانی: Johann Georg Noel Dragendorff؛ ۸ اوت ۱۸۳۶ – ۷ آوریل ۱۸۹۸) یک شیمی‌دان اهل آلمان بود.